# Antistrophe oxyantha
Antistrophe oxyantha là một loài thực vật có hoa trong họ Anh thảo. Loài này được (Wall. ex A.DC.) A.DC. mô tả khoa học đầu tiên năm 1841.